# Целијаколиза
Целијаколиза је интервентна радиолошка процедура, која се користи у циљу смањења бола узрокованог злоћудним оболењима панкреаса и смањења потребе за узимањем веће дозе опијата и аналгетика. Целијаколиза се данас сматра сигурном интервентном процедуром и прихваћена је у свету као метода палијативног лечења бола. 

## Терминологија
Термина целијаколиза и блокада целијачног плексуса су два термина која треба међусобно разликовати:
Целијаколизу (неуролиза целијачног плексуса)  је перманентна деструкција целијачног плексуса (етанолом или алкохолом), а
Блокаду целијачног плексуса (привремена дисрупција трансмисије импулса за бол) заснована на убризгавањеу кортикостероидних препарата или дугоделујућих локалних анестетика

## Историја
Прва блокада спланхичких нерава  изведена је 1914. године  од стране Каписа и сарадника задњим приступом док су Вендлинг и сарадници  неколико година након Каписа  користили  предњи приступ. 
До 1960-их година је описано неколико техника. Прва CТ блокада целијачног плексуса је изведена од стране Haaga 1977. године, а 1996. Wiersema и сарадници су урадили целијаколизу под контролом ултразвука.  

## Основне информације
Упоран, малигни бол се јавља код око 90% пацијената са узнапредовалим карциномом панкреаса и око 60 до70% код пацијената у раном стадијуму болести, као последица инфилтрације ганглиона целијачног плекуса примарним тумором или измењеним лимфним чворовима. 
Ова врста бола је веома често рефрактарна на медикаментозну терапију, па се неретко у терапији бола, када се исцрпе друге технике аналгезије, користи перкутана блокада целијачног плексуса, која се може извести под контролом радиоскопије, ултразвука или компјутеризоване томографије.
Два најважнија фактора за успех процедуре су количина апликованог неуролитичког средства и дифузија неуролитика у антекруралном простору. Код карцинома панкреаса целијаколиза потпуно уклања бол у 15% случајева, а до 90% ако се примени у комбинацији са аналгетицима.
Пре целијаколизе, пацијенте треба упознати о релативно кратком временском периоду без бола (од очекиваног) након интервенције.

## Индикације
Малигни процес органа у трбуху може да узрокује бол, повраћање и друге нелагодности, која пацијент тешко подноси и често их не може спречити употребом лекова против болова (опијати, аналгетици, антиеметици). У том случају, пацијент се подргава целијаколизи као палијативном облику лечења, а у циљу смањења бола у следећим случајевима:
- Бол који се не може спречити другим методама изазван процесом у горњем абдомену (тумори панкреаса, желуца, јетре, билијарног стабла, једњака, лимфаденопатија)

- Упорно повраћање код карцинома панкреаса

- Бол код хроничног панкреатитиса

Целијаколиза је посебно корисна у случајевима појаве нежељених дејстава опиоидних аналгетика, када се иста комбинује са другим аналгетицима, али је дужина трајања повољног терапијског ефекта свега око три месеца, што је краће од очекиваног.

## Метода
Целијаколиза представља апликацију неуролитичких лекова у сегмент симпатичког нервног система (лат. plexusa celijakusa), који има улогу у патогенези малигног бола, чиме се прекида  спровођења имулса кроз нервна влакна која преносе бол. Сегмент нервног система који је подрвгнут процедури улази у процес дегенерације и фиброзе. 
Основни неуролитични агенси који се користе у целијаколизи су:
- апсолутни алкохол (концентрација 95% до 100% - механизам дејства је преципитација липопротеина и мукопротеина)

- фенол (3% до 22% - механизам дејства је коагулација протеина).

Раствор неуролитичног средства се апликује у размери неуролитик + локални анестетик + контраст 6:3:1.